# Greece's Next Top Model (mùa 4)
Mùa thứ tư của chương trình Greece's Next Top Model (viết tắt là GNTMgr, còn được gọi là Greece's Next Top Model: Boys & Girls) được công chiếu vào ngày 12 tháng 9 năm 2021 được phát sóng trên kênh Star Channel. Giống như mùa giải trước, chương trình có thêm thí sinh nam tham gia vào cuộc thi.
Genevieve Majari, Angelos Bratis & Dimitris Skoulos vẫn là giám khảo cho mùa này, riêng người mẫu Ismini Papavlasopoulou sẽ làm giám khảo thay thế Vicky Kaya.
Giải thưởng mùa này gồm một hợp đồng người mẫu với Elite Model Management tại Luân Đôn trong 2 năm, một bộ trang sức từ House of Jewels trị giá €20.000, một chiếc Opel Mokka và giải thưởng tiền mặt trị giá €50.000.
Giống như năm ngoái, không có bất kỳ điểm đến quốc tế nào do đại dịch COVID-19.
Người chiến thắng trong cuộc thi là Kyveli Chatziefstratiou, 19 tuổi, đến từ Corfu.

## Các thí sinh
(Tuổi tính từ ngày dự thi)
| Thí sinh | Thí sinh                                       | Tuổi | Chiều cao               | Quê quán      | Bị loại ở | Hạng         |
| -------- | ---------------------------------------------- | ---- | ----------------------- | ------------- | --------- | ------------ |
|          | Stella Papadopoulou Στέλλα Παπαδοπούλου        | 19   | 1,72 m (5 ft 7+1⁄2 in)  | Giannitsa     | Tập 8     | 21           |
|          | Ilias Aikaterinaris Ηλίας Αικατερινάρης        | 26   | 1,88 m (6 ft 2 in)      | Polygyros     | Tập 10    | 20           |
|          | Melina Rohrens Μελίνα Ρόρενς                   | 20   | 1,83 m (6 ft 0 in)      | Luân Đôn, Anh | Tập 11    | 19 (bỏ cuộc) |
|          | Rafaela Rodinou Ραφαέλα Ροδινού                | 24   | 1,87 m (6 ft 1+1⁄2 in)  | Rethymno      | Tập 12    | 18           |
|          | Thodoris Tsarouchas Θοδωρής Τσαρούχας          | 32   | 1,80 m (5 ft 11 in)     | Athens        | Tập 13    | 17           |
|          | Vasilis Parotidis Βασίλης Παρωτίδης            | 19   | 1,84 m (6 ft 1⁄2 in)    | Athens        | Tập 15    | 16 (bỏ cuộc) |
|          | Anna Valtatzi Άννα Βαλτατζή                    | 19   | 1,69 m (5 ft 6+1⁄2 in)  | Kavala        | Tập 15    | 15           |
|          | Aimilianos Klaudianos Αιμιλιανός Κλαυδιανός    | 21   | 1,85 m (6 ft 1 in)      | Kefalonia     | Tập 18    | 14           |
|          | Giannis Boutos Γιάννης Μπούτος                 | 21   | 1,80 m (5 ft 11 in)     | Athens        | Tập 19    | 13           |
|          | Ioanna Fragkoulidou Ιωάννα Φραγκουλίδου        | 22   | 1,70 m (5 ft 7 in)      | Larissa       | Tập 20    | 12           |
|          | Thanos Dimitriou Θάνος Δημητρίου               | 25   | 1,91 m (6 ft 3 in)      | Athens        | Tập 21    | 11           |
|          | Dinos Kritsis Ντίνος Κρίτσης                   | 21   | 1,84 m (6 ft 1⁄2 in)    | Thessaloniki  | Tập 22    | 10           |
|          | Maria Koumara Μαρία Κουμαρά                    | 19   | 1,73 m (5 ft 8 in)      | Mytilini      | Tập 23    | 9            |
|          | Stylianos Florides Στυλιανός Φλωρίδης          | 29   | 1,90 m (6 ft 3 in)      | Limassol, Síp | Tập 24    | 8            |
|          | Napoleon-Marios Mitsis Ναπολέων Μάριος Μήτσης  | 21   | 1,90 m (6 ft 3 in)      | Ioannina      | Tập 25    | 7            |
|          | Agapi Brooks Αγάπη Μπρουκς                     | 18   | 1,81 m (5 ft 11+1⁄2 in) | Thessaloniki  | Tập 26    | 6            |
|          | Ageos Pothitos Αγγαίος Ποθητός                 | 20   | 1,87 m (6 ft 1+1⁄2 in)  | Athens        | Tập 27    | 5            |
|          | Eirini Lebesi Ειρήνη Λεμπέση                   | 19   | 1,80 m (5 ft 11 in)     | Athens        | Tập 28    | 4            |
|          | Konstantinos Tsagkaris Κωνσταντίνος Τσαγκάρης  | 21   | 1,83 m (6 ft 0 in)      | Athens        | Tập 30    | 3            |
|          | Olga Ntalla Όλγα Ντάλλα                        | 21   | 1,77 m (5 ft 9+1⁄2 in)  | Piraeus       | Tập 30    | 2            |
|          | Kyveli Chatziefstratiou Κυβέλη Χατζηευστρατίου | 19   | 1,74 m (5 ft 8+1⁄2 in)  | Corfu         | Tập 30    | 1            |

## Thứ tự gọi tên
| 1  | Eirini       | Anna Thanos        | Napoleon     | Eirini       | Stylianos                                                                                             | Konstantinos | Dinos        | Napoleon     | Dinos        | Kyveli       | Kyveli       | Olga         | Konstantinos | Napoleon     | Eirini       | Olga         | Ageos        | Kyveli       | Olga         | Konstantinos | Kyveli       | Kyveli       | Kyveli       |  |  |  |  |  |  |  |  |  |  |  |  |  |  |
| 2  | Kyveli       | Anna Thanos        | Olga         | Giannis      | Giannis                                                                                               | Thanos       | Agapi        | Agapi        | Olga         | Maria        | Eirini       | Maria        | Kyveli       | Olga         | Ageos        | Agapi        | Agapi        | Olga         | Agapi        | Kyveli       | Olga         | Olga         | Olga         |  |  |  |  |  |  |  |  |  |  |  |  |  |  |
| 3  | Maria        | Ageos Olga         | Thodoris     | Agapi        | Agapi Ageos Anna Dinos Eirini Konstantinos Kyveli Maria Napoleon Olga Rafaela Thanos Thodoris Vasilis | Dinos        | Olga         | Konstantinos | Eirini       | Eirini       | Giannis      | Napoleon     | Olga         | Agapi        | Stylianos    | Ageos        | Konstantinos | Konstantinos | Konstantinos | Olga         | Konstantinos | Konstantinos | Konstantinos |  |  |  |  |  |  |  |  |  |  |  |  |  |  |
| 4  | Melina       | Ageos Olga         | Eirini       | Thanos       | Agapi Ageos Anna Dinos Eirini Konstantinos Kyveli Maria Napoleon Olga Rafaela Thanos Thodoris Vasilis | Ageos        | Kyveli       | Ageos        | Agapi        | Ageos        | Agapi        | Eirini       | Dinos        | Ageos        | Napoleon     | Eirini       | Napoleon     | Ageos        | Kyveli       | Eirini       | Eirini       | Eirini       |              |  |  |  |  |  |  |  |  |  |  |  |  |  |  |
| 5  | Stylianos    | Maria Vasilis      | Vasilis      | Anna         | Agapi Ageos Anna Dinos Eirini Konstantinos Kyveli Maria Napoleon Olga Rafaela Thanos Thodoris Vasilis | Thodoris     | Stylianos    | Giannis      | Giannis      | Stylianos    | Napoleon     | Kyveli       | Ageos        | Eirini       | Kyveli       | Maria        | Olga         | Napoleon     | Ageos        | Ageos        | Ageos        |              |              |  |  |  |  |  |  |  |  |  |  |  |  |  |  |
| 6  | Giannis      | Maria Vasilis      | Dinos        | Konstantinos | Agapi Ageos Anna Dinos Eirini Konstantinos Kyveli Maria Napoleon Olga Rafaela Thanos Thodoris Vasilis | Stylianos    | Napoleon     | Vasilis      | Ageos        | Agapi        | Aimilianos   | Konstantinos | Agapi        | Konstantinos | Konstantinos | Konstantinos | Kyveli       | Eirini       | Eirini       | Agapi        |              |              |              |  |  |  |  |  |  |  |  |  |  |  |  |  |  |
| 7  | Napoleon     | Dinos Konstantinos | Rafaela      | Dinos        | Agapi Ageos Anna Dinos Eirini Konstantinos Kyveli Maria Napoleon Olga Rafaela Thanos Thodoris Vasilis | Napoleon     | Konstantinos | Dinos        | Kyveli       | Aimilianos   | Konstantinos | Stylianos    | Eirini       | Stylianos    | Maria        | Napoleon     | Eirini       | Agapi        | Napoleon     |              |              |              |              |  |  |  |  |  |  |  |  |  |  |  |  |  |  |
| 8  | Vasilis      | Dinos Konstantinos | Giannis      | Rafaela      | Agapi Ageos Anna Dinos Eirini Konstantinos Kyveli Maria Napoleon Olga Rafaela Thanos Thodoris Vasilis | Vasilis      | Giannis      | Olga         | Stylianos    | Olga         | Maria        | Agapi        | Thanos       | Kyveli       | Olga         | Kyveli       | Stylianos    | Stylianos    |              |              |              |              |              |  |  |  |  |  |  |  |  |  |  |  |  |  |  |
| 9  | Stella       | Agapi Stylianos    | Agapi        | Melina       | Agapi Ageos Anna Dinos Eirini Konstantinos Kyveli Maria Napoleon Olga Rafaela Thanos Thodoris Vasilis | Eirini       | Vasilis      | Anna         | Konstantinos | Napoleon     | Olga         | Giannis      | Maria        | Thanos       | Agapi        | Stylianos    | Maria        |              |              |              |              |              |              |  |  |  |  |  |  |  |  |  |  |  |  |  |  |
| 10 | Konstantinos | Agapi Stylianos    | Melina       | Napoleon     | Agapi Ageos Anna Dinos Eirini Konstantinos Kyveli Maria Napoleon Olga Rafaela Thanos Thodoris Vasilis | Kyveli       | Eirini       | Stylianos    | Maria        | Konstantinos | Stylianos    | Aimilianos   | Ioanna       | Maria        | Dinos        | Dinos        |              |              |              |              |              |              |              |  |  |  |  |  |  |  |  |  |  |  |  |  |  |
| 11 | Thanos       | Eirini Napoleon    | Kyveli       | Olga         | Agapi Ageos Anna Dinos Eirini Konstantinos Kyveli Maria Napoleon Olga Rafaela Thanos Thodoris Vasilis | Agapi        | Maria        | Eirini       | Napoleon     | Giannis      | Ageos        |              | Stylianos    | Dinos        | Thanos       |              |              |              |              |              |              |              |              |  |  |  |  |  |  |  |  |  |  |  |  |  |  |
| 12 | Anna         | Eirini Napoleon    | Ageos        | Kyveli       | Agapi Ageos Anna Dinos Eirini Konstantinos Kyveli Maria Napoleon Olga Rafaela Thanos Thodoris Vasilis | Anna         | Ageos        | Maria        | Anna         | Dinos        |              |              | Napoleon     | Ioanna       |              |              |              |              |              |              |              |              |              |  |  |  |  |  |  |  |  |  |  |  |  |  |  |
| 13 | Rafaela      | Melina Rafaela     | Stylianos    | Ageos        | Agapi Ageos Anna Dinos Eirini Konstantinos Kyveli Maria Napoleon Olga Rafaela Thanos Thodoris Vasilis | Olga         | Anna Thanos  | Kyveli       | Vasilis      |              |              |              | Giannis      |              |              |              |              |              |              |              |              |              |              |  |  |  |  |  |  |  |  |  |  |  |  |  |  |
| 14 | Agapi        | Melina Rafaela     | Konstantinos | Maria        | Agapi Ageos Anna Dinos Eirini Konstantinos Kyveli Maria Napoleon Olga Rafaela Thanos Thodoris Vasilis | Maria        | Anna Thanos  | Thanos       |              |              |              |              |              |              |              |              |              |              |              |              |              |              |              |  |  |  |  |  |  |  |  |  |  |  |  |  |  |
| 15 | Olga         | Ilias Kyveli       | Maria        | Stylianos    | Agapi Ageos Anna Dinos Eirini Konstantinos Kyveli Maria Napoleon Olga Rafaela Thanos Thodoris Vasilis | Giannis      | Thodoris     |              |              |              |              |              |              |              |              |              |              |              |              |              |              |              |              |  |  |  |  |  |  |  |  |  |  |  |  |  |  |
| 16 | Ioanna       | Ilias Kyveli       | Ilias        | Thodoris     | Agapi Ageos Anna Dinos Eirini Konstantinos Kyveli Maria Napoleon Olga Rafaela Thanos Thodoris Vasilis | Rafaela      |              |              |              |              |              |              |              |              |              |              |              |              |              |              |              |              |              |  |  |  |  |  |  |  |  |  |  |  |  |  |  |
| 17 | Ageos        | Giannis Stella     | Thanos       | Vasilis      | Melina                                                                                                |              |              |              |              |              |              |              |              |              |              |              |              |              |              |              |              |              |              |  |  |  |  |  |  |  |  |  |  |  |  |  |  |
| 18 | Thodoris     | Giannis Stella     | Anna         | Ilias        | |              |              |              |              |              |              |              |              |              |              |              |              |              |              |              |              |              |              |  |  |  |  |  |  |  |  |  |  |  |  |  |  |
| 19 | Dinos        | Thodoris           | Stella       |              | |              |              |              |              |              |              |              |              |              |              |              |              |              |              |              |              |              |              |  |  |  |  |  |  |  |  |  |  |  |  |  |  |
| 20 | Ilias        | Ioanna             |              |              | |              |              |              |              |              |              |              |              |              |              |              |              |              |              |              |              |              |              |  |  |  |  |  |  |  |  |  |  |  |  |  |  |

     Thí sinh miễn loại
     Thí sinh bị loại
     Thí sinh được vào vòng tiếp theo
     Thí sinh dừng cuộc thi
     Thí sinh chiến thắng cuộc thi
- Từ tập 1–6 là tập casting. Từ hàng ngàn chàng trai và cô gái dự thi đã được giảm xuống còn 84 thí sinh bán kết. Sau tập 6, 20 thí sinh được chọn vào cuộc thi.
- Trong tập 7, các thí sinh được đánh giá và được gọi tên theo cặp.
- Trong tập 11, Melina xin dừng cuộc thi vì áp lực của cuộc thi. Ở buổi đánh giá, chỉ có top 2 được công bố và những người còn lại đều được an toàn.
- Trong tập 12, thí sinh thể hiện tốt nhất từ mỗi cặp trong buổi chụp ảnh sẽ được miễn loại ở phòng đánh giá.
- Trong tập 15, Vasilis xin dừng cuộc thi vì lí do cá nhân.
- Trong tập 16, do Vasilis dừng cuộc thi ở tập trước nên Aimilianos, thí sinh bán kết bị loại ở tập 6, tham gia cuộc thi như là người thay thế anh.
- Trong tập 19, Ageos, Dinos, Ioanna và Thanos được quay lại cuộc thi vì chiến thắng thử thách casting cho Elite Model Management.
- Trong tập 29 là phần một của tập đó và phần còn lại sẽ được chiếu ở tập 30. Ngoài ra, buổi loại trừ cuối cùng trong tập 30 được truyền hình trực tiếp và chương trình xác định quán quân bằng cách tính điểm qua 4 thử thách từ cả 2 tập và số phiếu bầu từ khán giả của họ.

### Buổi chụp hình
- Tập 6: Quyến rũ khi rửa xe (casting)
- Tập 7: Thân mật trên phim ảnh theo cặp
- Tập 8: Ca sĩ nhạc rock trên không trung
- Tập 10: Vui vẻ trong tiệc bãi biển theo cặp
- Tập 11: Ảnh trắng đen biểu cảm theo nhóm cho Phong trào Me Too
- Tập 12: Trình diễn thời trang cho Stelios Koudounaris theo cặp trong trang phục giống nhau
- Tập 13: Diễn viên phim ngôn tình của thập niên 1980 với Argiris Aggelou & Doretta Papadimitriou
- Tập 14: Năng động trên vòng xoay trẻ em
- Tập 15: Video: Tỉnh dậy sau cơn ác mộng
- Tập 16: Người nông dân Amish của vùng quê
- Tập 17: Nhào lộn viên trên mặt trăng
- Tập 18: Cao bồi trên bò tót điện cho nước uống Cool Vit
- Tập 19: Trình diễn thời trang cho Apostolos Mitropoulos qua phần biểu diễn của ca sĩ Eleni Foureira
- Tập 20: Tạo dáng bên trong khối hộp xoay vòng
- Tập 21: Cưỡi ngựa trong lòng hồ Doxa
- Tập 22: Sang trong với Ismini bên xe bán đồ ăn
- Tập 23: Người tí hon lãng mạn trong thế giới khổng lồ
- Tập 24: Thể hiện cảm xúc bên bức tượng khổng lồ ở dưới nước
- Tập 25: Bảy tội lỗi chết người
- Tập 26: Tạo dáng bên bàn xoay với sơn xịt xung quanh (lấy cảm hứng từ Váy Alexander McQueen số 13)
- Tập 27: Thời trang cao cấp tại lâu đài cổ Arapakis
- Tập 28: Tỏa sáng trong bữa tiệc disco (theo nhóm và cá nhân)
- Tập 29: Ảnh chân dung thập niên 1950 trong tiệc trà (lấy cảm hứng từ Breakfast at Tiffany's); Tỏa sáng trong tiệc khiêu vũ thập niên 1930
- Tập 30: Trình diễn thời trang trong 3 trang phục khác nhau; Quảng cáo cho rượu vodka Grey Goose